# Acanthocreagris leucadia epirensis
Acanthocreagris leucadia epirensis es una subespecie de arácnido del orden Pseudoscorpionida de la familia Neobisiidae.

## Distribución geográfica
Se encuentra en Grecia.